# Björn Linnman
Björn Olof Linnman, född 15 mars 1960 i Umeå, är en svensk tonsättare, bosatt i Västerås. Han har bland annat skrivit musiken till Julkalendern på TV 1989, Ture Sventon och barnoperan Grabbhalvan 1994.